# Kaoru Ikeya
Kaoru Ikeya (jap. 池谷薫 Ikeya Kaoru; ur. 1943) – japoński astronom amator. Jest współodkrywcą komet Ikeya-Seki, 153P/Ikeya-Zhang i kilku innych. Za odkrycie komety 153P/Ikeya/Zhang (C/2002 C1) obaj niezależni odkrywcy otrzymali w 2002 roku Edgar Wilson Award. Ikeya współodkrył także supernową SN 1984R oraz odkrył SN 1988A.
W uznaniu dla jego pracy jedną z planetoid nazwano (4037) Ikeya.